# Il mondo novo
Il mondo novo è un'opera pittorica di Giandomenico Tiepolo del 1791, conservata dal 1935 nel museo del Settecento veneziano di Ca' Rezzonico.

## Storia
Originariamente Il mondo novo era uno degli affreschi che decoravano Villa Tiepolo a Zianigo, tra gli elementi del Portego del Nuovo Mondo.  La villa era stata acquistata da Giambattista Tiepolo nel 1757, ma egli ebbe poco tempo per abitarla avendo ottenuto nel 1761 importanti commissioni in Spagna, in particolare a Madrid, dove morì improvvisamente nel 1770. 
La villa diventò quindi residenza di campagna del figlio Giandomenico, che ne curò le decorazioni. Oltre a Il mondo novo, Giandomenico dipinse nelle stanze il Minuetto in villa e la Passeggiata in villa, in un periodo che va dal 1759 al 1797: le opere furono quindi terminate un anno prima della caduta della Repubblica di Venezia, ma l'artista già ne aveva presagito la decadenza.
Nel 1907 i dipinti, danneggiati dall'umidità accumulatasi nei decenni, furono staccati dalle pareti per decisione dell'allora proprietario della villa, Angelo Duodo, che li vendette a un antiquario. Il mondo novo fu poi acquistato dal comune di Venezia ed è conservato nella sala del museo del Settecento veneziano del palazzo Ca' Rezzonico.
Il dipinto vuole raffigurare la presa di coscienza della fine imminente della repubblica, insieme alla sua decadenza: la Serenissima, infatti, aveva perso il potere sui mari a causa delle nuove rotte marittime verso le Indie e le Americhe.
L'artista aveva eseguito già in precedenza il medesimo soggetto nella Sala del Carnevale della foresteria di Villa Valmarana "Ai Nani".

## Descrizione

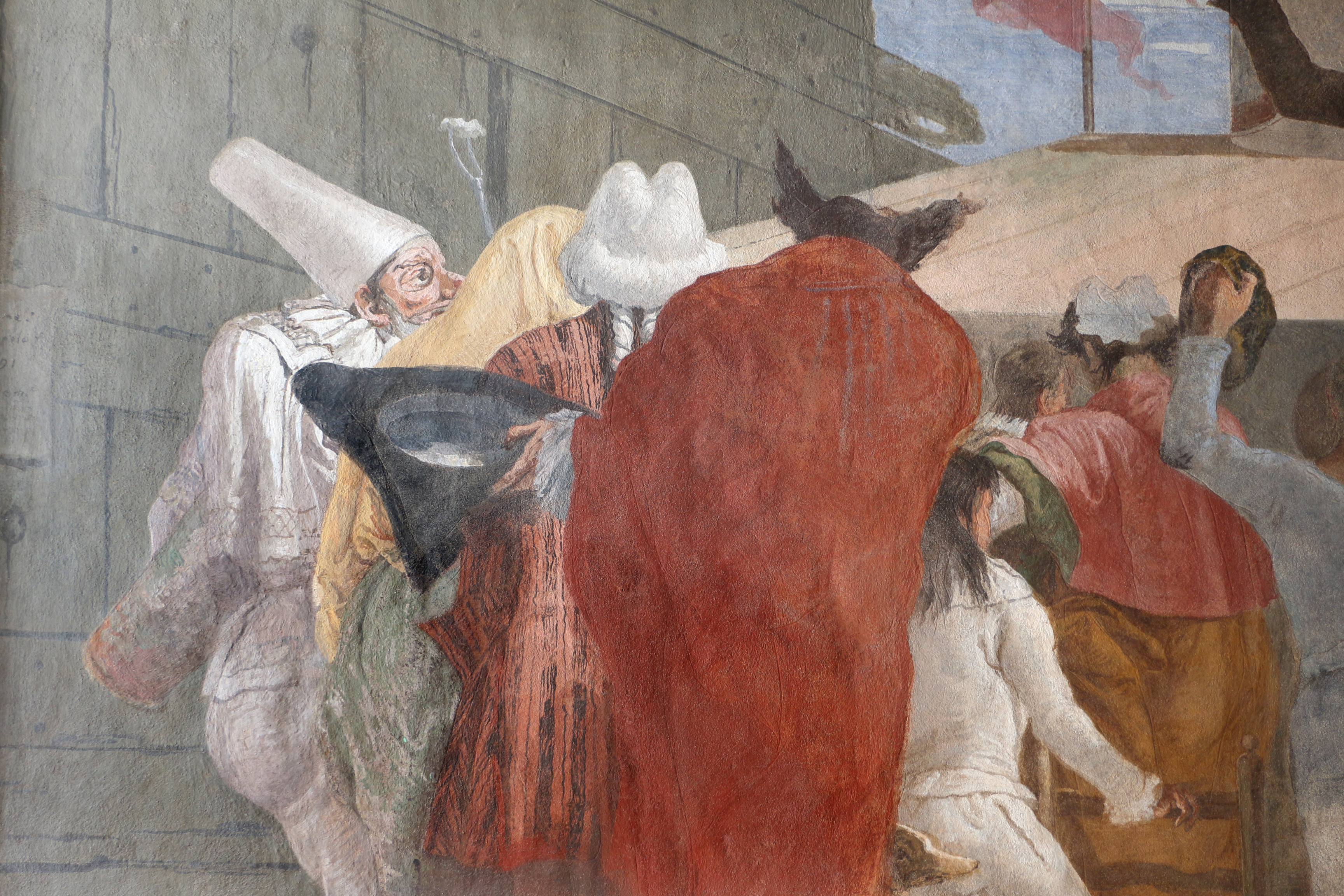
Dettaglio del Pulcinella

Il dipinto raffigura un gruppo di personaggi abbigliati alla foggia del Settecento veneziano, quasi tutti visti di spalle. Vi sono donne con ampi vestiti e uomini con strani cappelli: solo un ragazzino con abiti bianchi è rivolto verso l'osservatore. I personaggi sono accalcati a guardare qualche cosa che all'osservatore non è dato vedere, ma che è stato identificato in una specie di casotto di legno, un diorama dove è possibile guardare immagini da una fessura e vedere il tempo che verrà, quello che è il mondo novo, da qui il nome del dipinto.
Il gruppo, composto da nobili e plebei, si accalca in modo febbrile mentre un personaggio posto sopra uno sgabello dirige l'ordine in cui i singoli soggetti possono avvicinarsi a osservare quanto è visibile nella lanterna magica, cioè il futuro, il mondo nuovo. La scena raffigura l'attesa di un evento. Pare anticipare la decadenza della repubblica di Venezia, la fine di un importante periodo: è ormai vicino il tempo in cui i francesi occuperanno il territorio, che successivamente passerà sotto il dominio austriaco. La raffigurazione è quella di un tempo che cambia, lasciando un passato certo, per entrare in un periodo storico difficile. L'artista riesce a rappresentare la metafora di quegli anni, anche con amara derisione della popolazione cieca e ignara. Non tutti però voltano le spalle all'osservatore: un personaggio vestito da Pulcinella è il vero protagonista del dipinto. Mentre sul lato a destra vi sono le raffigurazioni dell'autore Giandomenico, che guarda attraverso un occhialino, con il padre Giambattista a braccia conserte. Entrambi, leggermente appartati, osservano quanto la scena propone loro con aria quasi distaccata.